# Elbphilharmonie
Filharmonia nad Łabą (niem. Elbphilharmonie, alias Elphi) – sala koncertowa w Hamburgu (dzielnica HafenCity) w Niemczech.
Filharmonię zbudowano jako wielofunkcyjny obiekt nad rzeką Łabą, w miejscu lokalizacji spichlerza cesarskiego (niem. Kaiserspeicher) zbudowanego w 1875 roku i całkowicie zniszczonego w czasie II wojny światowej. W tym samym miejscu w 1963 roku zbudowano portowy magazyn kakao (Kaispeicher A). Budynek jest zlokalizowany w nowoczesnej dzielnicy mieszkaniowo-biurowej HafenCity, którą zaczęto realizować w dawnym największym na świecie kompleksie portowych spichlerzy Speicherstadt (umieszczonym w 2015 r. na liście UNESCO).
Pomysłodawcami przebudowy spichlerza byli architekt Alexander Gerard i historyczka sztuki Jana Marko. Po odrzuceniu pomysłu przez władze miasta oboje uzyskali wsparcie Jacques’a Herzoga, który naszkicował też pierwszy zarys bryły budowli z nadbudową w kształcie fali albo żagla.
Salę koncertową na 2100 miejsc zaprojektowano jako „szklany namiot” będący nadbudową na szczycie magazynu. Szklana fasada budynku składa się łącznie z 1096 zakrzywionych szklanych elementów. W budynku byłego magazynu znajduje się 26 kondygnacji, ponieważ poszczególne kondygnacje starego magazynu były pomieszczeniami wysokimi, postanowiono o ich wyburzeniu i pozostawieniu tylko zewnętrznej ceglanej elewacji budynku. Zlokalizowano w nim m.in. sale konferencyjne, spa, parking; taras widokowy mierzy 4 tys. m. kw.
Sala koncertowa zaprojektowana została przez szwajcarskie biuro Herzog & de Meuron.
Jest to jeden z najwyższych obiektów w całym mieście, mierzący 110 metrów wysokości (najwyższy budynek w mieście, wieża telewizyjna Heinrich-Hertz-Turm liczy 279,2 m).

## Budowa obiektu
W dniu 2 kwietnia 2007 roku były burmistrz Hamburga Ole von Beust, Henner Mahlstedt z firmy Hochtief Construction AG, koordynator projektu Hartmut Wegener, oraz architekt Pierre de Meuron wmurowali kamień węgielny pod budowę obiektu.
Pierwotne zakończenie budowy filharmonii planowano na 2010 rok, jednak termin ten ulegał wielokrotnym zmianom. W 2010 r. świętowano osiągnięcie stanu surowego budynku. W marcu 2011 roku ogłoszono, że otwarcie nastąpi najprawdopodobniej w 2013 roku, ale w sierpniu tego samego roku nastąpiły kolejne opóźnienia, w wyniku których oficjalny termin otwarcia przesunięto na rok 2014. Innym problemem przeciągającej się budowy były rosnące koszty inwestycji. Według pierwszych planów obiekt miał kosztować 76 mln euro, w 2008 roku kwota ta wzrosła aż do 323 mln euro, natomiast w 2011 roku całkowity koszt budowy oszacowano na 476 milionów euro.
Ostatecznie budowę ukończono w 2016 roku. Całkowity koszt budowy wyniósł 866 mln euro, w tym wkład budżetu miasta wyniósł 789 mln euro, a resztę sfinansowali właściciele hotelu i apartamentów oraz mieszkańcy, którzy wpłacali dobrowolnie składki.

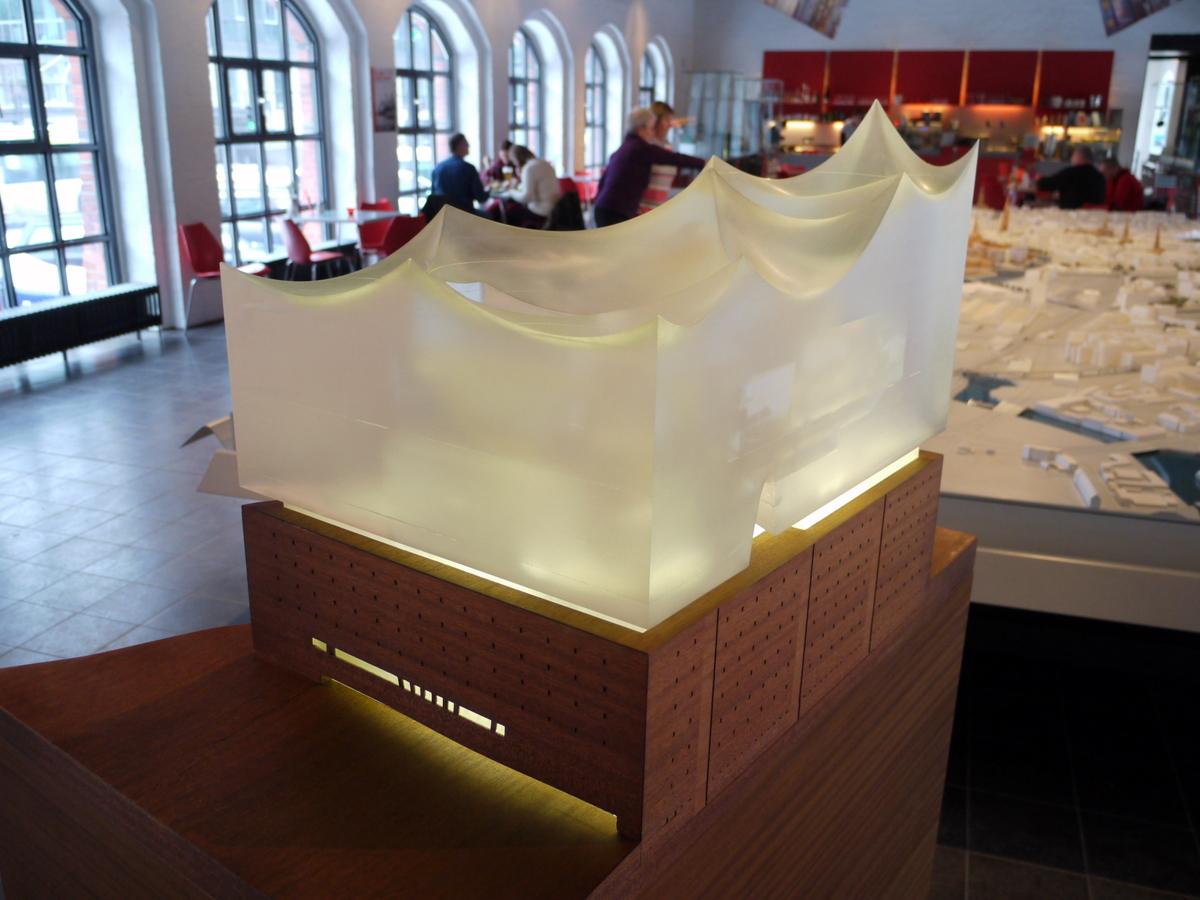
Model ukazujący strukturę filharmonii
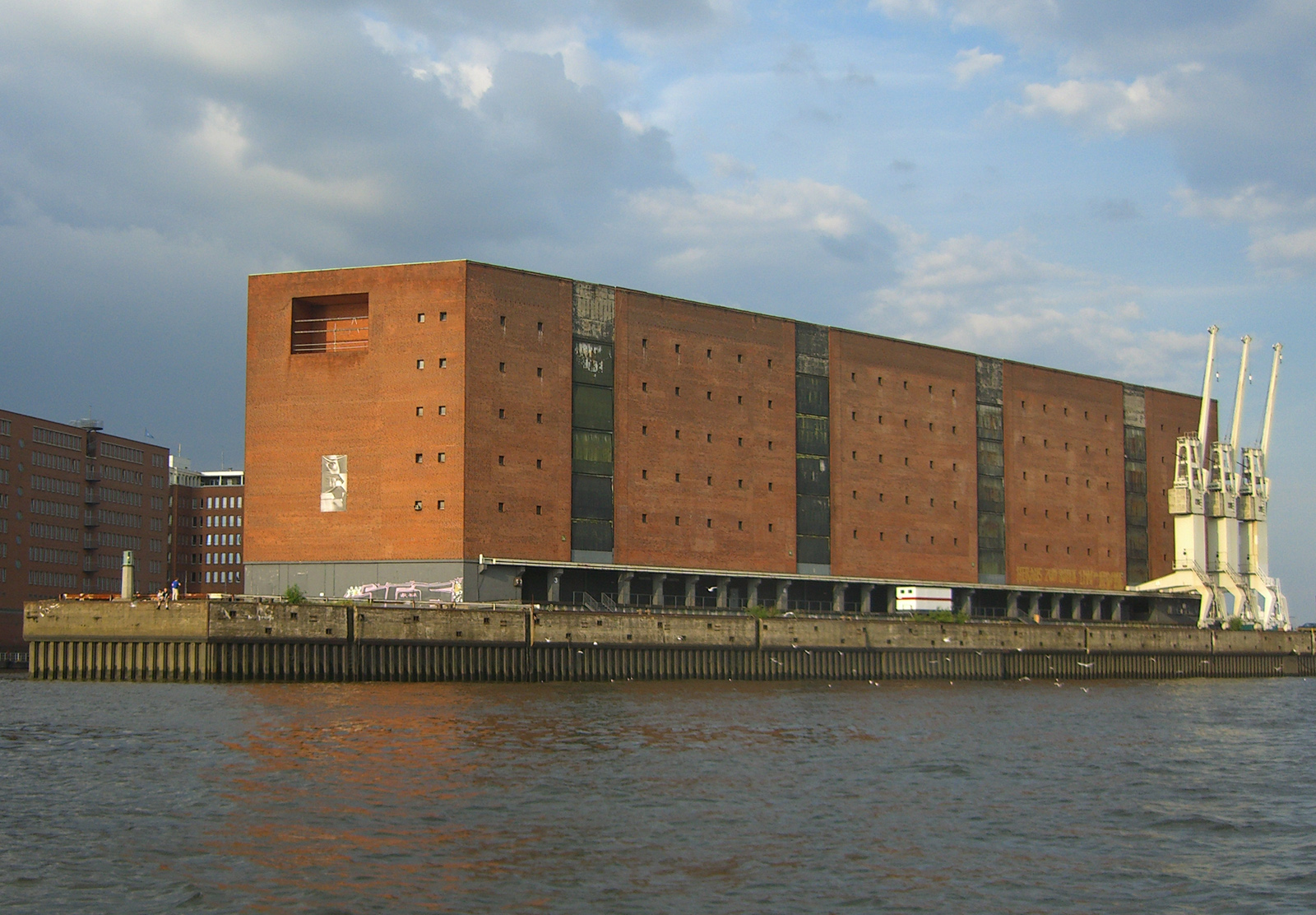
Kaispeicher A
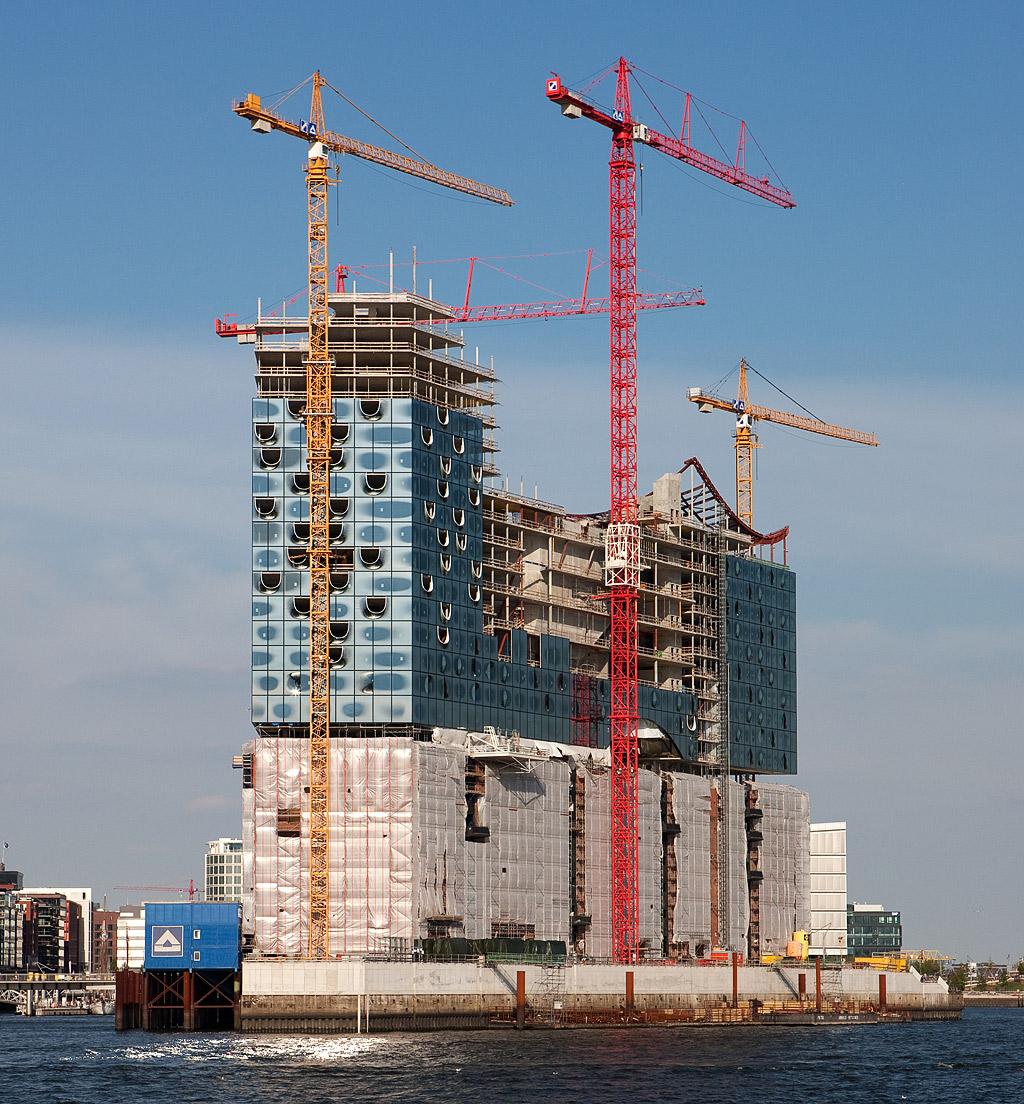
sierpień 2010
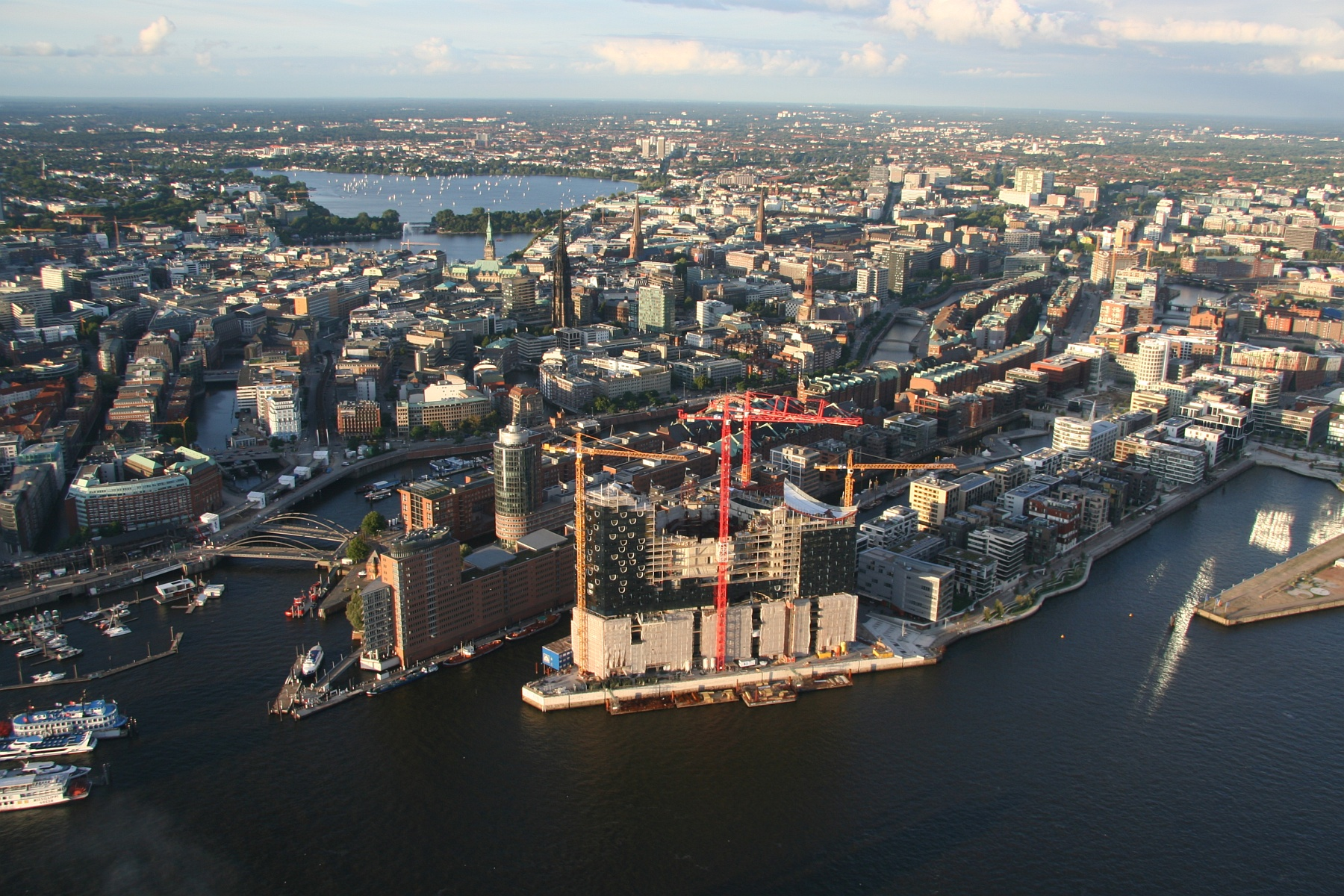
wrzesień 2010
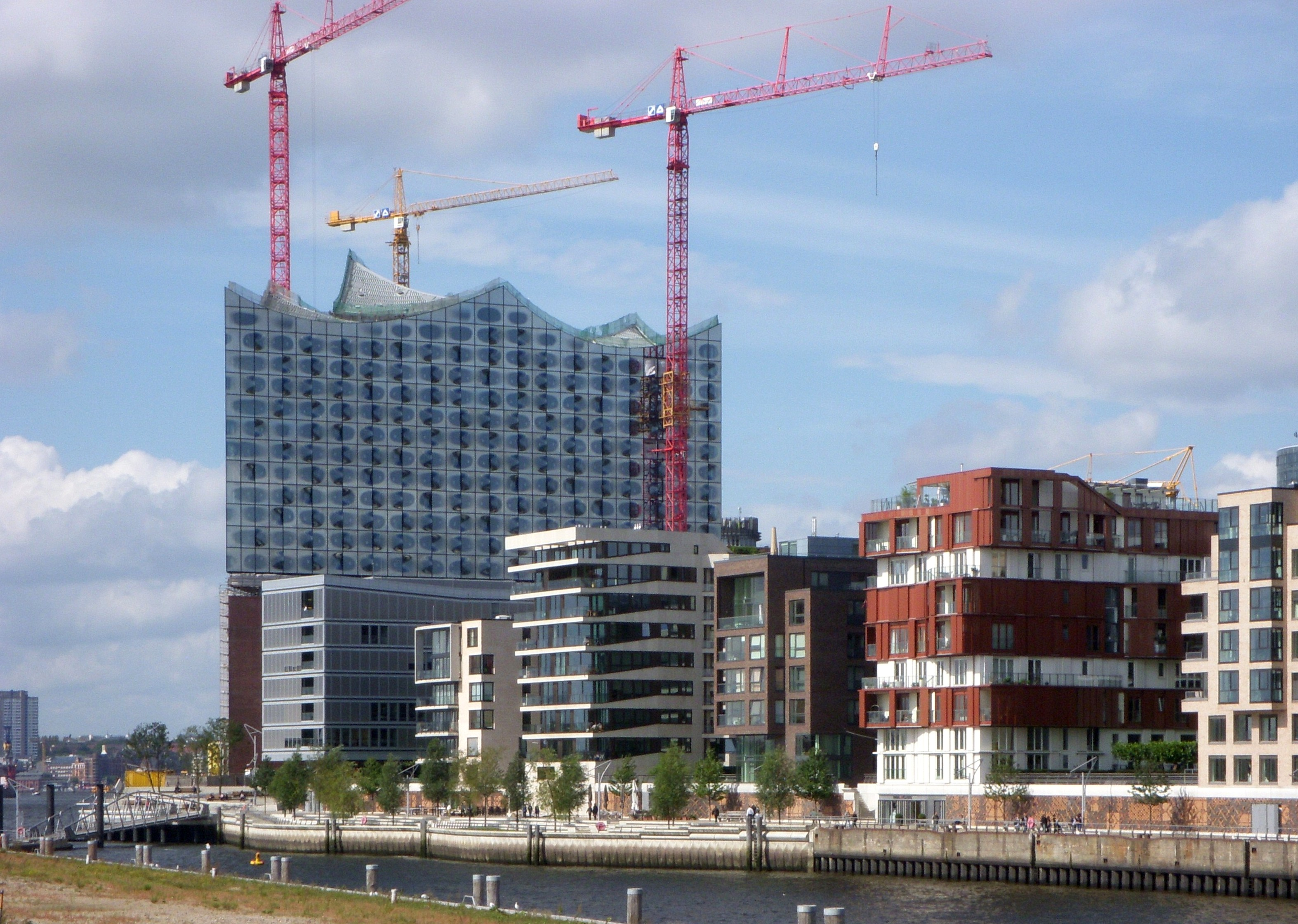
wrzesień 2011
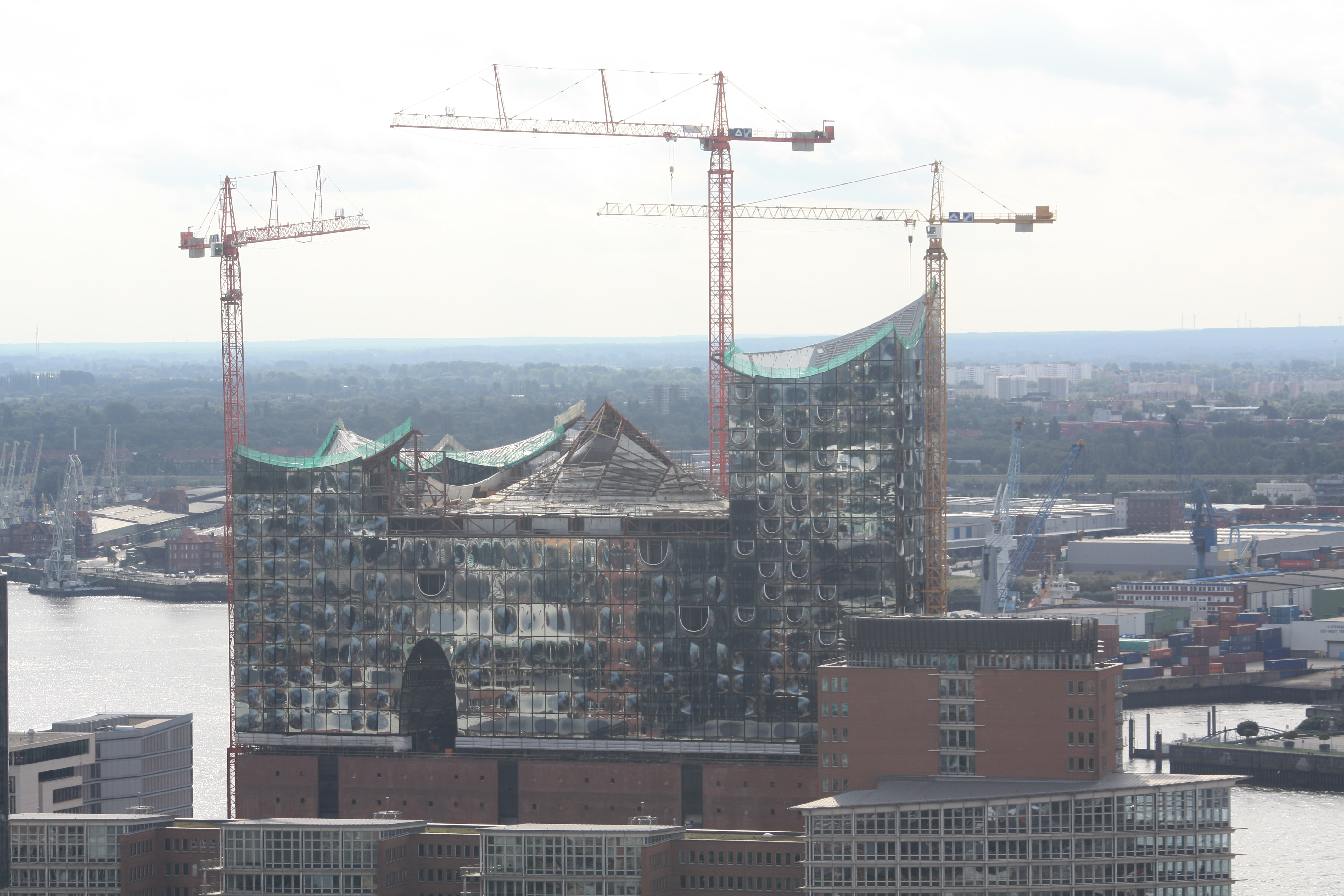
11 września 2011
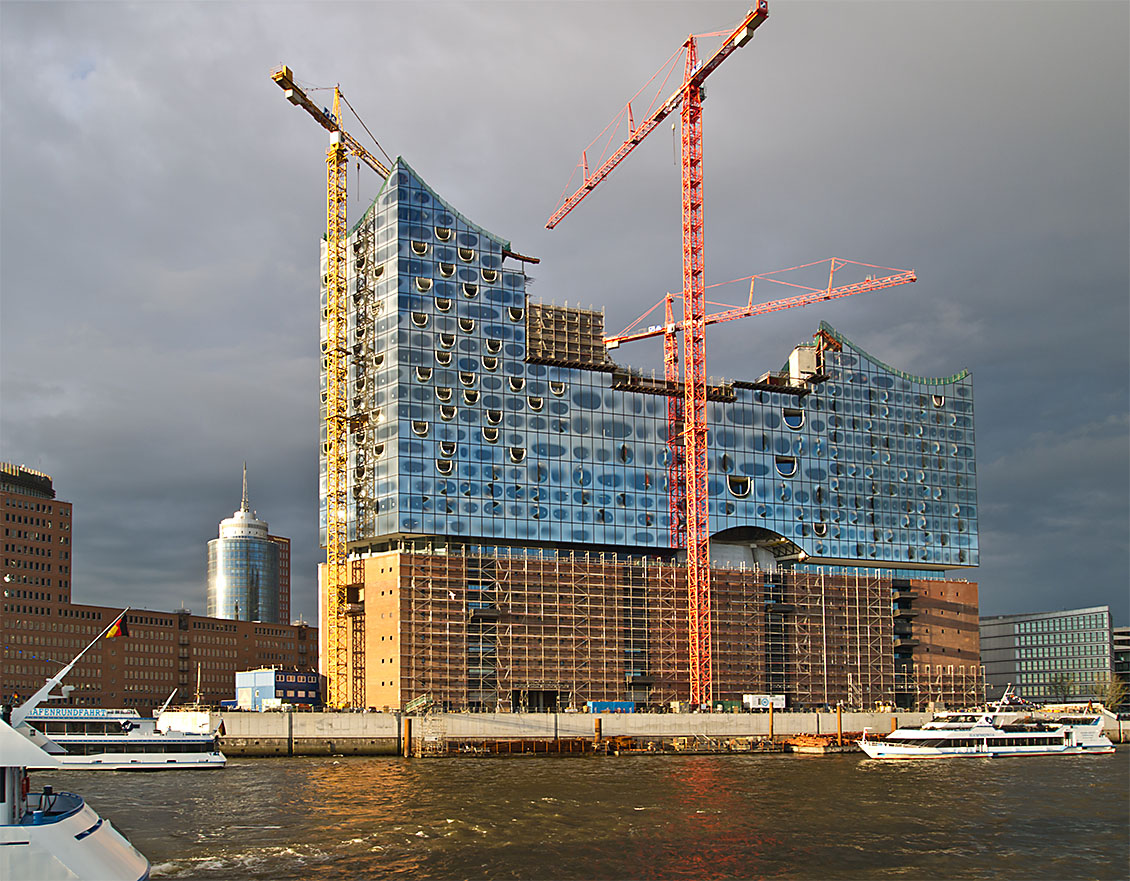
maj 2013
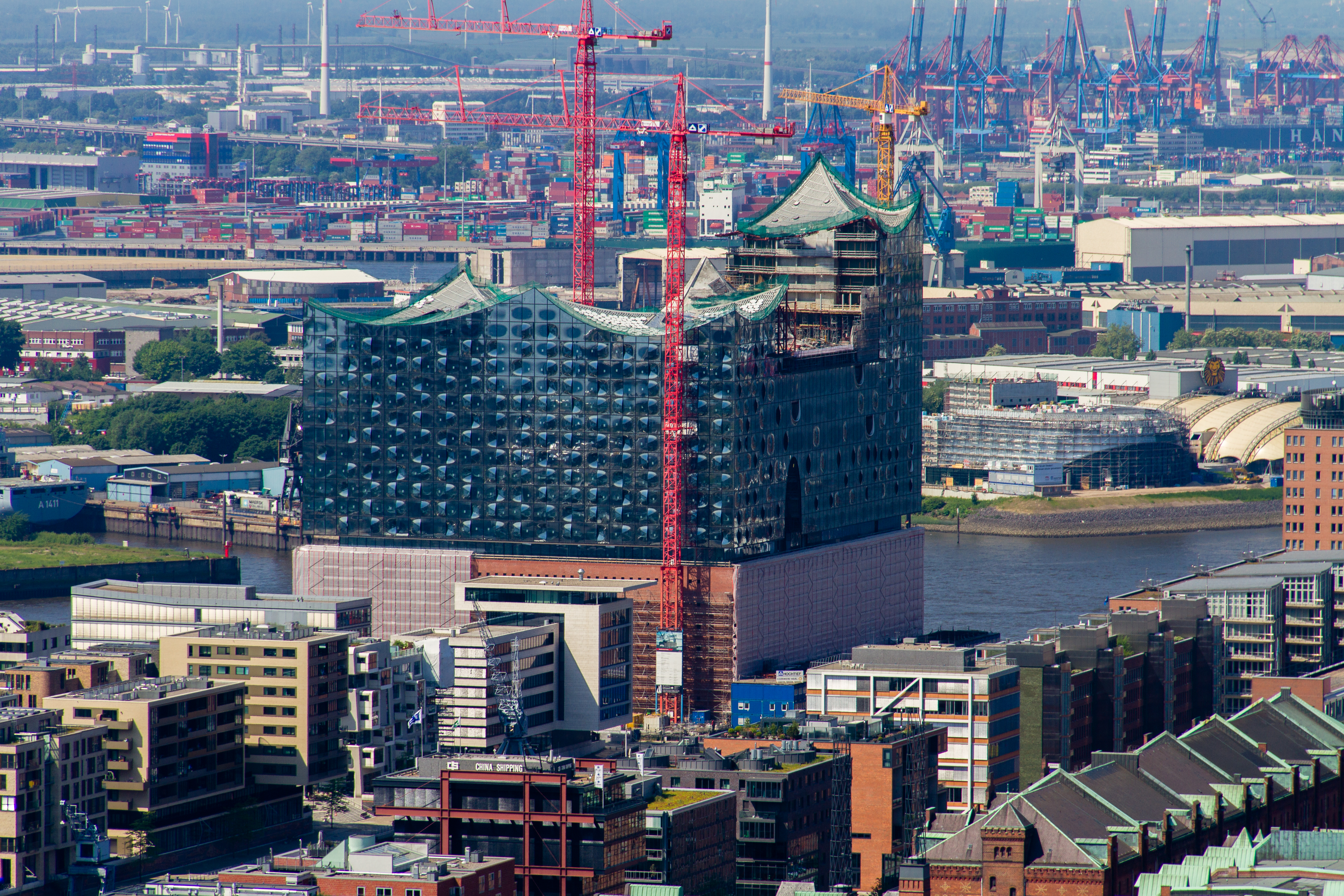
czerwiec 2013
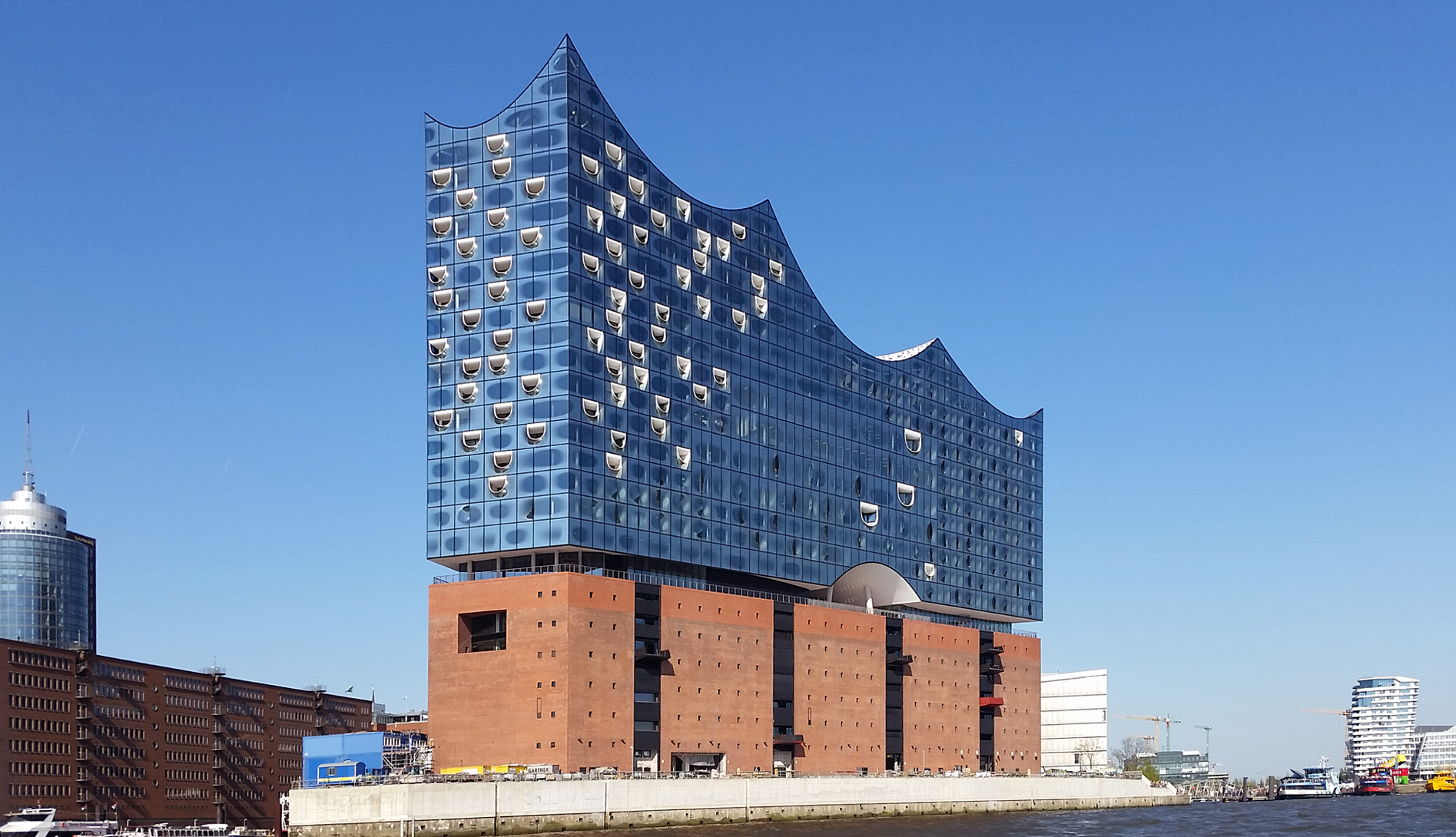
maj 2016
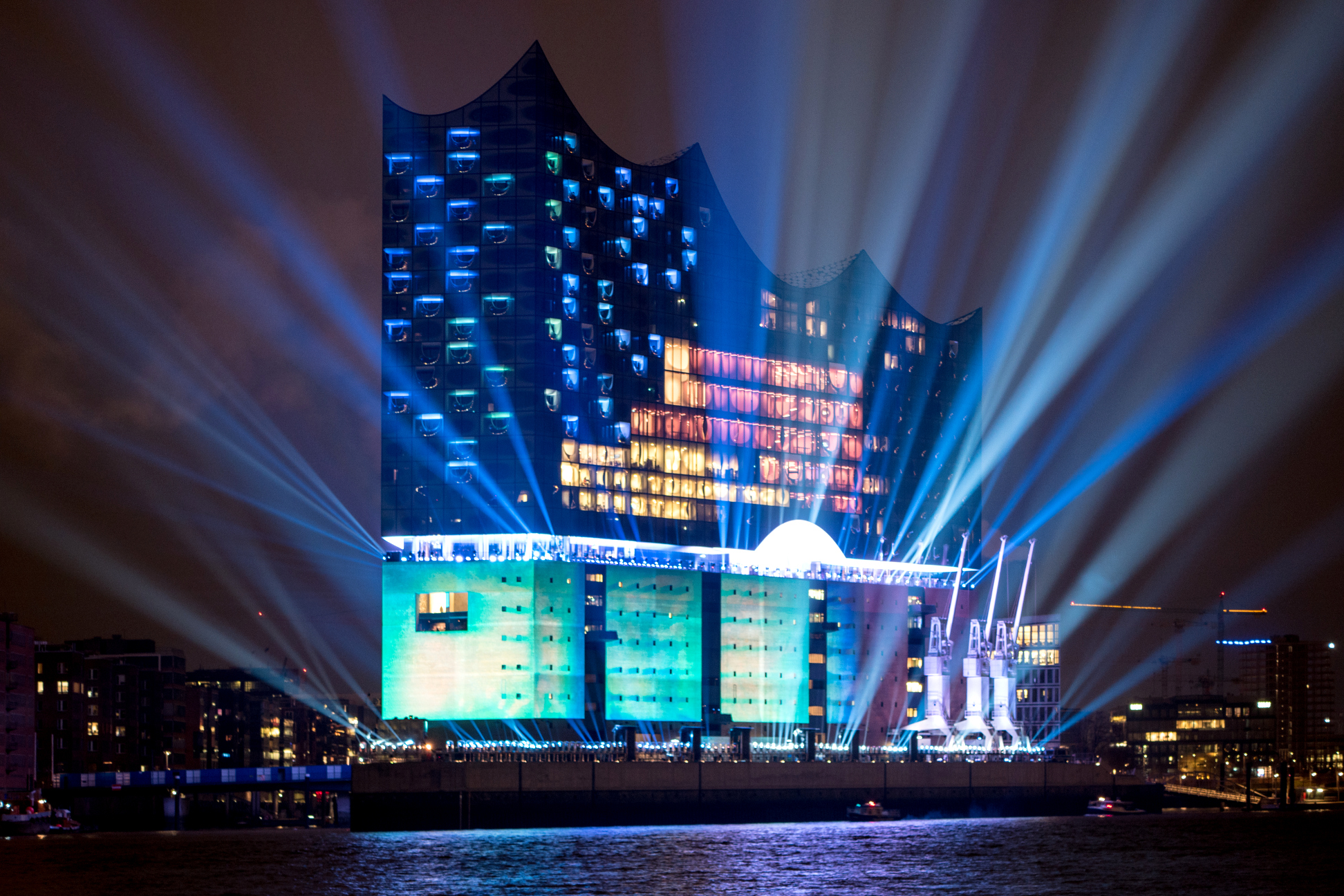
Oświetlenie na ceremonii otwarcia (11 stycznia 2017)